# フィル・ハリソン
フィル・ハリソン（Phil Harrison）は、イギリスの技術者、経営者である。世界的な成功を収めたPlayStation戦略立ち上げの主要メンバーとして活躍した。2008年ソニーを退社。

## 経歴
15歳の時、グラフィックアーティスト兼アニメーターとしてはじめてゲームの開発に関わる。
1992年、Sony Electronics Publishing, Ltd（のちのSCEE）に入社。以降、SCEAでの研究開発、SCEE制作部門の責任者（副社長）を歴任。2000年のE3においては、PlayStation 2の技術デモ「お風呂に浮くアヒルちゃん」を実演。2005年のE3においては、PlayStation 3とその周辺機器EyeToy（アイトーイ等）を実演（同じくアヒル）。また、この実演において、彼が日本語を話せることが明らかになった。彼のソニーでの初期の仕事は日本語の書類を英語に翻訳することであった。
2005年9月、新たに組織されたソニー・コンピュータエンタテインメント ワールドワイド・スタジオの初代プレジデントに就任。2007年、オンラインサービス「Home」の構想を発表し、開発を主導。2008年2月29日付で同社を退職した。「Home」はハリソンの退社後に「PlayStation Home」の名で提供が開始された。
2008年3月、アタリの親会社であるInfogrames Entertainmentの社長（英: President、仏: Directeur Général Délégué）に就任。
2012年、マイクロソフト所属。2015年、マイクロソフト退社。
2018年、Googleに副社長兼ゼネラルマネージャーとして入社。2019年にはハリソンがプロダクトマネージャーとなりクラウドゲームプラットフォーム「Google Stadia」を立ち上げるも、2023年1月にサービスが終了することを発表する。。

## 略歴
- 1989年 - マインドスコープ社（米国）入社。
- 1992年 - ソニー･コンピュータエンタテインメント・ヨーロッパの前身であるSony Electronics Publishing, Ltdに経営管理担当の副社長として入社[10]。
- 1996年 - SCEA サードパーティー関係と研究開発を担当。
- 2000年 - SCEE 制作部門の責任者。
- 2005年 - ソニー・コンピュータエンタテインメント ワールドワイド・スタジオ、プレジデントに就任。
- 2008年 - Infogrames Entertainment、社長（英: President、仏: Directeur Général Délégué）に就任。
- 2012年 - マイクロソフト、Interactive Entertainment Business部門副社長に就任。
- 2015年 - マイクロソフト、退社
- 2018年 - Google、副社長兼ゼネラルマネージャーに就任。

## 発言
- 『Wiiスポーツ』こそ真の次世代ゲーム[11]
- 振動は前世代の機能[12]
- PlayStationにマリオが登場したらうれしいね[12]